# Été de la Saint-Martin
L’été de la Saint-Martin est une période de temps ensoleillé et radouci, après les premières gelées de l’automne et juste avant l’hiver. Elle se produit en octobre ou au début de novembre dans l’hémisphère nord. Elle est aléatoire et peut durer de quelques jours à plus d’une semaine, ou ne pas se produire du tout certaines années. La fête de saint Martin, célébrée le 11 novembre, jour de sa mort, est à l'origine de cette dénomination.
Aux États-Unis et au Canada anglophone, cet épisode météorologique a pour nom Indian summer (« été indien » ou « été des Indiens »).

## Définition
En 1914, l'astronome et vulgarisateur scientifique Camille Flammarion décrivait et expliquait ainsi l'été de la Saint-Martin :
Cette courte série de beaux jours, qui se fait remarquer vers le 11 novembre, n'est pas régulière ni plus astronomique que celle des « Saints de glace » du mois de mai. Ce retour irrégulier de quelques beaux jours après le début des premiers frimas représente tout simplement une sorte de remous des courants atmosphériques, dont les lois, d'ailleurs, sont encore assez mal déterminées. C'est comme un balancement indiquant que l'équilibre est une loi de la nature, que rien ne se fait sans transition ; l'automne jette un pont suspendu entre l'été et l'hiver : Natura non facit saltum.
Par la même occasion, Flammarion réglait son compte à la bizarre théorie selon laquelle les chaleurs qui se remarquent à la Saint-Martin sont causées par les étoiles filantes, en l'occurrence les Léonides, qui se consument en rentrant dans l'atmosphère terrestre et réchauffent celle-ci.

## Températures caractéristiques
Dans la moitié nord de la France les températures pouvant atteindre ou dépasser la barre des 25 °C environ jusqu’à la mi-octobre, on peut toutefois espérer dépasser les 20 °C jusqu’au début du mois de novembre. 
Dans le Sud-Ouest, les 30 °C peuvent être dépassés généralement jusqu’à la mi-octobre, les 25 °C sont possibles, souvent jusqu’à la Toussaint. 
En Corse, des pointes à plus de 30 °C, voire 35 °C en octobre, ont déjà été observées. 
L’un des épisodes les plus marquants de l'été de la Saint-Martin est celui de 1921, le mois d’octobre fut extrêmement chaud, plusieurs journées furent estivales, avec le plus souvent entre 25 et 32 °C l’après-midi, sur une grande partie du pays.

## Autres dénominations

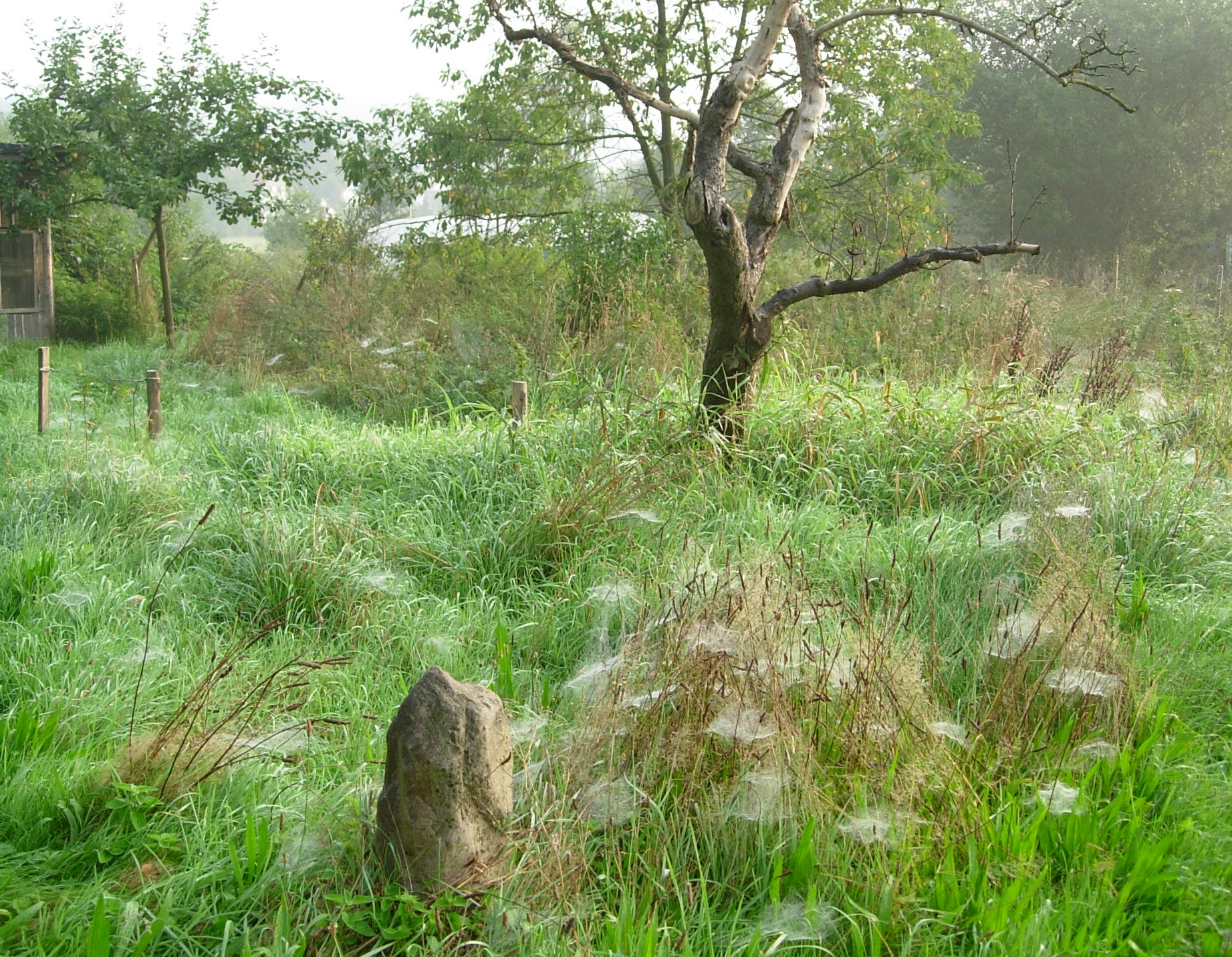
Altweibersommer en Allemagne

### En France
Dans certaines régions, c'était « l'été de la Saint-Maurille » (13 septembre), « l'été de la Saint-Michel » (29 septembre), « l’été de la Saint-Denis » (9 octobre), « l’été de la Saint-Géraud » (13 octobre), ou encore le petit été de la Sainte-Thérèse (15 octobre). 
L'été le plus fréquent dans le Midi est celui de Saint-Martin. On le trouve en Roussillon sous le nom d'« Estiuet de Sant Martí » (« petit été de Saint-Martin »).
Depuis le succès, en 1975, de la chanson L'été indien, coécrite par Pierre Delanoë et Claude Lemesle et interprétée par le chanteur français originaire des États-Unis Joe Dassin, l'expression nord-américaine tend à se substituer à « Été de la Saint-Martin ».

### Dans le reste de l'Europe
En Allemagne, on parle de l’« Altweibersommer » (« été des vieilles femmes »), en Suède de « l’été de la Toussaint ». 
En Italie, on évoque « l’estate di San Martino ».
En Angleterre, on parle souvent de St. Luke's summer (« été de la Saint-Luc ») (18 octobre) ou, comme en français, de St. Martin's summer (« été de la Saint-Martin ») ou, comme en américain, Indian summer.
En Espagne, l'appellation est « veranillo de San Miguel » (29 septembre). 
Enfin en Europe centrale et Russie, on a, fin septembre, « l’été des bonnes femmes » (« бабье лето » ou babïé léto).

### Dictons
Ces dictons traditionnels ne concernent que les pays tempérés de l'hémisphère nord :
- « À la Toussaint, commence l'été de la Saint-Martin » ou « été de la Saint-Martin, dure trois jours et un brin »[6].

### Chanson
- À l'été de la Saint Martin, Jean Ferrat, 1965, album Potemkine